# Sarracena leptaliaria
Sarracena leptaliaria är en fjärilsart som beskrevs av Achille Guenée 1858. Sarracena leptaliaria ingår i släktet Sarracena och familjen mätare. Inga underarter finns listade.